# NGC 1114
NGC 1114 è una galassia a spirale situata nella costellazione dell'Eridano, a una distanza di circa 158 milioni di anni luce dalla nostra Via Lattea.

## Scoperta
La galassia è stata scoperta il 6 ottobre 1785 dall'astronomo britannico di origine tedesca William Herschel.

## Descrizione
NGC 1114 ha una classe di luminosità III e presenta una larga riga a 21 cm dell'idrogeno neutro.

## Gruppo di NGC 1209
NGC 1114 fa parte del Gruppo di NGC 1209, un raggruppamento che comprende almeno sei galassie situate nella costellazione dell'Eridano. La distanza media tra il centro di massa di questo gruppo e la nostra Via Lattea è di circa 132 milioni di anni luce (40,47 milioni di parsec).
Oltre a NGC 1114 e NGC 1209, le altre quattro galassie del gruppo sono IC 276, NGC 1189, NGC 1199 e MCG -3-8-45.